# 薩摩亞 (加利福尼亞州)
薩摩亞（英語：Samoa）是位於美國加利福尼亞州洪堡縣的一個人口普查指定地區。

## 地理
薩摩亞的座標為40°49′07″N 124°11′11″W / 40.81861°N 124.18639°W，而該地最高點為海拔高度7米（即23英尺）。

## 人口
根據2010年美國人口普查的數據，薩摩亞的面積為2.167平方千米，當中陸地面積為2.167平方千米，而水域面積為0.000平方千米。當地共有人口258人，而人口密度為每平方千米119人。